# Däniken
Däniken är en ort och kommun i distriktet Olten i kantonen Solothurn, Schweiz. Kommunen har 3 041 invånare (2023).
I kommunen ligger Gösgens kärnkraftverk.